# 高山トンネル
高山トンネル（たかやまトンネル）は、兵庫県赤穂市の山陽自動車道と福岡県朝倉市の大分自動車道にあるトンネルである。
この項目では、山陽自動車道の高山トンネルについて説明する。 

## 概要
- 上り線（神戸・大阪方面）長さ：1,386 m
- 下り線（岡山・広島方面）長さ：1,378 m

※トンネル距離数はトンネル入口手前に設置された標識の記載によるもの。

## 歴史
- 1982年（昭和57年）3月30日：龍野西（旧・竜野西）IC・備前IC間開通と共に供用開始。

## その他
- 上下線共にトンネル内部は車線変更禁止に指定されている。また、このトンネルを含む播磨JCTから岡山ICの区間は上下線共に最高速度が80km/hに制限されている。
- 上り線はこのトンネルの入り口にオービスが設置されている。（赤穂IC入口からも警告板がある）
- 2004年（平成16年）8月7日に上り線のトンネル（トンネル出口から約300mの地点）で乗用車3台と大型トラック1台の計4台が関係する玉突き事故が起こり、車両火災が発生。この事故により、子供3人を含む5人が死亡、その他22人がトンネル内に充満した煙を吸い込むなどして軽症を負った。被害者は乗用車2台とワゴン車1台の計3台に分乗してこのトンネル内を走行中に、ワゴン車の左前輪がパンクしたため、走行車線で並んで停車。2人が車を降り、パンク修理をしていたところ、ワゴン車に大型トラックが追突し、玉突き衝突した前方の2台とともに、そのまま約100m走行して止まった。この事故で計3台の車両が炎上した。[1]

## 周辺施設
- 赤穂IC